# Jess Stacy
Jess Stacy, (Missouri, 1904. augusztus 11. – Los Angeles, 1995. január 1.) amerikai dzsesszzongorista volt. A swingkorszakban tűnt fel. Leginkább Benny Goodman zenekarával töltött évei voltak emlékezetesek az 1930-as évek végén. Különösen a Goodman 1938-as Carnegie Hallban tartott koncertjén szerepelt átütően.

## Pályafutása
Jess Stacy az 1920-as évek közepén Chicago-ba költözött, ahol többek között Paul Mares és Joe Kayser zenekarában 1926-tól 1928-ig játszott. Ezután sokat játszott más zenekarokban is, majd 1935-39 között Benny Goodmannél zongorázott, és az egyik legjelentősebb swingzongoristaként vált ismertté.
1939-40-ben rövid ideig saját zenekara volt, 1940-42-ben Bob Crosbyval, 1942-43-ban ismét Goodmannel, majd Horace Heidttel és Tommy Dorsey-val játszott. 1944-ben feltűnt a „Sweet and Low-Down” című zenés filmben, amelyben Benny Goodman játszotta a főszerepet. A filmet Oscar-díjra jelölték a „Legjobb dal” kategóriában.
1945-ben Stacy megszervezte saját big bandjét, amelyben akkori felesége, Lee Wiley is énekelt. Az együttes csak egy évig működött, és néhány hónap után megint Goodmannel dolgozott New Yorkban. 1947-ben Kaliforniába költözött, ahol hírneve már csökkent. 1963-ban teljesen visszavonult a zenéléstől, és a Max Factor kozmetikai cég képviselőjeként dolgozott. Az 1970-es években visszatért. A „The Great Gatsby” (1973) című film zenéjét írta meg. 1974-ben sikeresen szerepelt a Newport Jazz Festivalon 1977-ben.

## Lemezei zenekarvezetőként
- Piano Moods (1950)
- Jess Stacy (1956)
- Tribute to Benny Goodman (1956)
- Stacy Still Swings (1974)
- Stacy's Still Swinging (1977)
- Blue Notion (1983)
- Stacy and Sutton (1986)

## Díjak
- 1995: Big Band and Jazz Hall of Fame

## Fordítás
Ez a szócikk részben vagy egészben  a   Jess Stacy című német Wikipédia-szócikk ezen változatának fordításán alapul.  Az eredeti cikk szerkesztőit annak laptörténete sorolja fel. Ez a jelzés csupán a megfogalmazás eredetét és a szerzői jogokat jelzi, nem szolgál a cikkben szereplő információk forrásmegjelöléseként.